# Škoda 860

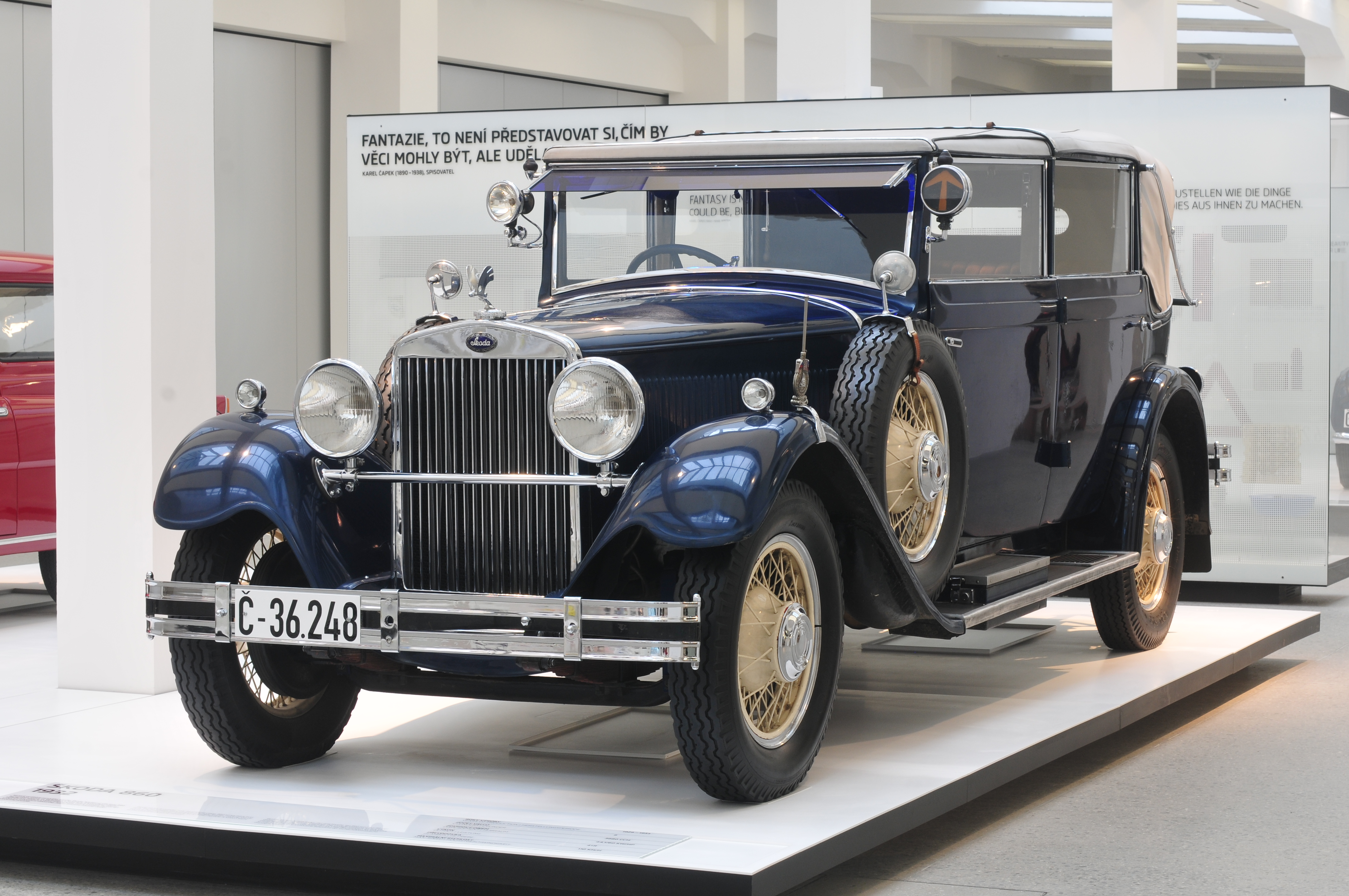
Škoda 860 in Škoda Muzeum

Der Škoda 860 war das größere Schwestermodell des Škoda 6 R. Der exklusive PKW kam 1929 mit verschiedenen Aufbauten in Holz-Stahl-Mischkonstruktion heraus.
Sein wassergekühlter, seitengesteuerter Achtzylinder-Viertakt-Reihenmotor hatte einen Hubraum von 3880 cm³ und eine Leistung von 60 PS (44 kW). Der Motor hatte hängende Ventile, die Kurbelwelle war neunfach gelagert, die Kolben waren aus Leichtmetall. Er beschleunigte das 1265–1850 kg schwere Fahrzeug bis auf 110 km/h. Über das an den Motorblock angeflanschte Dreigang-Getriebe mit einer Mehrscheibenkupplung und einer Kardanwelle wurde die Antriebskraft an die Hinterräder weitergeleitet. Der Rahmen des Wagens bestand aus genieteten Stahl-U-Profilen. Die Achsen waren mit Blattfedern und Stoßdämpfern ausgerüstet. Auf das Fahrgestell mit 3,57 m Radstand konnten alle möglichen Aufbauten gesetzt werden (z. B. ein Cabriolimousinenaufbau). Insgesamt wurden bis 1933 nur knapp 100 Fahrzeuge dieses luxuriösen, als Chauffeurwagen ausgelegten Typs hergestellt, von denen nur drei überlebt haben. Dieses Modell wurde durch den Typ 850 abgelöst.